# Группа армий «Африка»
Группа армий «Африка» (нем. Heeresgruppe Afrika, итал. Gruppo d'armate Africa) — армейское соединение итало-немецких войск во время Второй мировой войны.
Была создана 22 февраля 1943 года на основе штаба и частей Немецко-итальянской танковой армии (переименованной в 1-ю итальянскую армию, в составе одного немецкого и двух итальянских корпусов) и 5-й танковой армии (три немецкие дивизии).
13 мая 1943 года группа армий «Африка» капитулировала в Тунисе.

## Состав
1-я итальянская армия:
- Немецкий Африканский корпус (немецкий)
- 20-й моторизованный корпус (итальянский)
- 21-й армейский корпус (итальянский)

5-я танковая армия:
- 10-я танковая дивизия
- Дивизия «Герман Геринг»
- 334-я пехотная дивизия

## Командующие
- С 22 февраля 1943 — генерал-фельдмаршал Эрвин Роммель
- С 10 марта 1943 — генерал-полковник Ханс-Юрген фон Арним (13 мая 1943 — взят в британский плен группой армий маршала Монтгомери)

## Начальники штаба
- С 22 февраля 1943 — полковник Фриц Байерлайн
- С 1 марта 1943 — генерал-майор (с 1 апреля 1943 — генерал-лейтенант) Альфред Гаузе